# Live After Death (vídeo)
Live After Death é um vídeo ao vivo da banda Iron Maiden, lançado em 1985. Foi gravado em Los Angeles, no Long Beach Arena em 1984. No Brasil, o vídeo foi lançado pela Editora NBO, sem autorização da banda. Inclusive Steve Harris informou no site da banda que os fãs não adquirissem esta edição, em razão da sua qualidade de vídeo e áudio. Mesmo assim, a sede dos fãs da banda em conhecer o clássico concerto suplantou a orientação do baixista da banda, que teria informado que um dvd oficial seria lançado em 2008. A referida edição atualmente é uma raridade, sendo que um dos poucos diferencias em relação à edição oficial são as letras traduzidas das faixas. A edição (dupla) de 2008 traz um documentário que dá sequencia ao dvd duplo lançado em 2004, The Early Days, retratando o período de 84/85, relativo aos álbuns Powerslave e Live After Death. Ainda, traz os clipes do período, 50 minutos do concerto no Rock in Rio, editados diretamente da Rede Globo, bem como velhos documentários lançados em vhs (Behind the Curtain e Ello Texas). O vídeo à época do seu lançamento foi um estrondoso sucesso, inclusive no Brasil, já que a banda havia passado pelo gigantesco Festival Rock in Rio.

## Faixas
1. "Intro:Churchill Speech"
2. "Aces High"
3. "2 Minutes To Midnight"
4. "The Trooper"
5. "Revelations"
6. "Flight Of Icarus"
7. "Rime Of Ancient Mariner"
8. "Powerslave"
9. "The Number Of The Beast"
10. "Hallowed Be Thy Name"
11. "Iron Maiden"
12. "Run To The Hills"
13. "Running Free"
14. "Sanctuary"

## DVD Disco 2
1. "The History of Iron Maiden" - Parte 2 (60 mins)
2. Behind the Iron Curtain (57 mins aprox)
3. Live Footage - Rock in Rio '85 (50 mins aprox)
4. Galeria de obras, programação da turnê, datas e galeria de fotos
5. Vídeos promocionais para "Aces High" e "2 Minutes to Midnight".

## Créditos
- Bruce Dickinson - vocais (guitarra em Revelations)
- Dave Murray - guitarra
- Adrian Smith - guitarra
- Steve Harris - baixo
- Nicko McBrain - bateria

## Charts
Posições nas paradas musicais:

### 1985 VHS
| Chart (1985)        | Topo |
| ------------------- | ---- |
| US Billboard Charts | 2    |

### 2008 DVD
| Chart (2008)                 | Topo |
| ---------------------------- | ---- |
| Australian Music DVD Charts  | 1    |
| Danish Music DVD Charts      | 1    |
| Finnish Music DVD Charts     | 1    |
| French Music Video Charts    | 1    |
| German Music DVD Charts      | 1    |
| Italian Music DVD Charts     | 1    |
| Irish Music DVD Charts       | 2    |
| New Zealand Music DVD Charts | 1    |
| Norwegian Music Video Charts | 2    |
| Portuguese Music DVD Charts  | 2    |
| Spanish Music DVD Charts     | 1    |
| Swedish Music Video Charts   | 1    |
| Swiss Music DVD Charts       | 1    |
| UK Music Video Charts        | 1    |
| US Billboard Charts          | 2    |